# Wiring
Wiring è una piattaforma di sviluppo open source composta da un linguaggio di programmazione, un ambiente di sviluppo integrato (Integrated Development Environment o IDE) e un circuito stampato basato su un microcontrollore. Il progetto Wiring è nato nel 2003 all'Interaction Design Institute Ivrea su iniziativa di Hernando Barragán. Attualmente è sviluppato presso la Scuola di Architettura e Design dell'Università de Los Andes di Bogotà, in Colombia.
Wiring è basato su Processing, un progetto open source creato da Casey Reas e Ben Fry, entrambi ex-membri dell'Aesthetics and Computation Group del MIT Media Lab.
Wiring è una piattaforma pensata per facilitare il compito di progettisti e artisti nella realizzazione di progetti interattivi come ad esempio l'accensione di luci o dispositivi all'approssimarsi di una persona al dispositivo sviluppato.

## Software

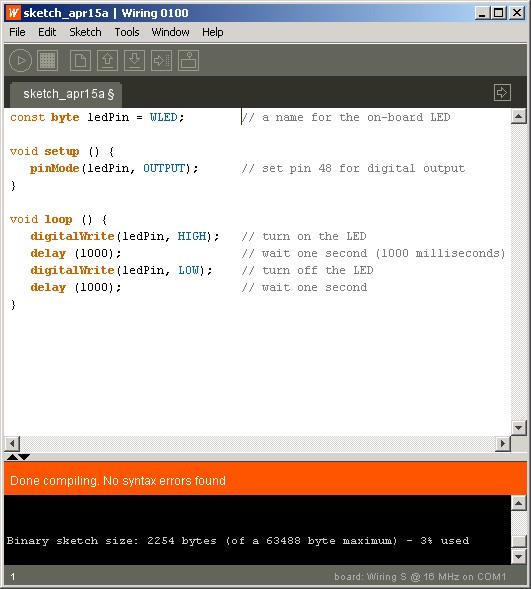
IDE di Wiring versione 1.00

L'ambiente di sviluppo (IDE) di Wiring è un'applicazione multipiattaforma scritta in Java derivato da quello del linguaggio di programmazione Processing. È progettato per risultare volutamente semplice, essendo destinato a introdurre alla programmazione e all'elettronica artisti e designer. L'IDE include un editor di codice, dotato di evidenziazione della sintassi e delle parentesi e indentazione automatica, capace di compilare i programmi scritti e inviarli (upload) alla scheda di sviluppo con un semplice click.
L'IDE di Wiring è distribuito con una libreria in C/C++ chiamata anch'essa "Wiring", che offre al programmatore un modo semplice per accedere alle periferiche di input/output della piattaforma hardware. I programmi Wiring sono chiamati sketch e sono scritti in C/C++ e necessitano soltanto di due funzioni per poter essere eseguiti:
- setup() – funzione che viene eseguita una sola volta, all'avvio del programma, che può essere utilizzata per definire delle impostazioni del programma che non verranno più cambiate nel corso della sua esecuzione;
- loop() – funzione che viene richiamata continuamente, fino allo spegnimento del dispositivo.

## Esempio di codice
Uno dei più semplici programmi eseguibili è quello che fa lampeggiare il LED integrato sulla scheda Wiring. Quello che segue è un esempio di codice che esegue tale compito:
```
const
 
byte
 
ledPin
 
=
 
WLED
;
        
// WLED è una costante predefinita che indica il LED integrato

void
 
setup
 
()
 
{

   
pinMode
(
ledPin
,
 
OUTPUT
);
      
// viene definito il pin a cui è collegato il LED come "output"

}

void
 
loop
 
()
 
{

   
digitalWrite
(
ledPin
,
 
HIGH
);
   
// accende il LED

   
delay
 
(
1000
);
                 
// attende 1 secondo (1000 millisecondi)

   
digitalWrite
(
ledPin
,
 
LOW
);
    
// spegne il LED

   
delay
 
(
1000
);
                 
// attende 1 secondo

}

```

La compilazione e l'invio dello sketch avvengono con un click sulla voce del menu "Upload to Wiring hardware" oppure sul corrispondente pulsante grafico dell'IDE. Prima della compilazione vera e propria il codice dello sketch viene copiato in un file temporaneo a cui viene aggiunto il file header che contiene la libreria Wiring mentre alla fine del codice viene aggiunta la funzione "main" per rendere lo sketch un programma in C/C++ valido.
L'IDE di Wiring si appoggia alla toolchain GNU e alle librerie AVR per compilare i programmi, e usa il software avrdude per eseguire l'upload dello sketch alla scheda.

## Open hardware e open source
Gli schemi elettrici e i sorgenti dell'hardware del progetto Wiring sono distribuiti sotto licenza Creative Commons. Il codice sorgente dell'IDE e della libreria Wiring sono distribuiti sotto licenza GNU GPL.

## Progetti correlati

### Processing
L'IDE di Wiring è basato sul progetto Processing sviluppato al Massachusetts Institute of Technology (MIT).

### Arduino
Wiring e Processing hanno generato un altro progetto simile, la piattaforma di sviluppo Arduino, che utilizza l'IDE di Processing insieme a un linguaggio di programmazione C/C++ semplificato basato su Wiring.